# Мой слуга Годфри
«Мой слуга Годфри» (англ. My Man Godfrey) — классическая эксцентрическая комедия режиссёра Грегори Ла Кавы, вышедшая на экраны в 1936 году. Экранизация романа Эрика Хэтча.
В 1957 году Генри Костер снял ремейк фильма с Дэвидом Нивеном и Джун Эллисон в главных ролях.

## Сюжет
Во время «мусорной охоты» взбалмошная Айрин Буллок, представительница богатого семейства, встречает на городской свалке нищего по имени Годфри, идеального кандидата на роль «забытого человека». Годфри соглашается помочь девушке отчасти из желания посмотреть, в чём же состоит эта игра, отчасти же из стремления проучить надменную Корнелию, сестру Айрин. После того, как последняя получает заветный приз, бродяга высказывает всё, что думает об этих забавах высшего общества. Айрин, в восторге от чувства юмора и собственного достоинства этого человека, предлагает ему работать у них лакеем. На следующий день Годфри прибывает в дом эксцентричных Буллоков, чтобы приступить к выполнению своих непростых обязанностей…

## В ролях
- Уильям Пауэлл — Годфри
- Кэрол Ломбард — Айрин Буллок
- Элис Брейди — Анджелика Буллок
- Гэйл Патрик — Корнелия Буллок
- Юджин Паллетт — Александр Буллок
- Джин Диксон — Молли
- Алан Маубрэй — Томми Грэй
- Миша Ауэр — Карло
- Пэт Флаэрти — Майк

## Признание
Лента получила 6 номинаций на премию «Оскар» в следующих категориях: лучшая режиссура (Грегори Ла Кава), лучший сценарий (Морри Рискинд, Эрик Хэтч), лучшая мужская роль (Уильям Пауэлл), лучшая женская роль (Кэрол Ломбард), лучшая мужская роль второго плана (Миша Ауэр), лучшая женская роль второго плана (Элис Брейди).
В 1999 году картина была включена в Национальный реестр фильмов, а в следующем году помещена в список 100 самых смешных фильмов по версии Американского института киноискусства (44-е место).